# Nola funebralis
Nola funebralis är en fjärilsart som beskrevs av De Toulgoët 1961. Nola funebralis ingår i släktet Nola och familjen trågspinnare. Inga underarter finns listade i Catalogue of Life.